# أرنولد بورميستر
أرنولد هانز ألبرت بورميستر (28 فبراير 1899 - 2 يوليو 1988) كان جنرالًا ألمانيًا خلال الحرب العالمية الثانية الذي قاد فرقة بانزرجرينادير الخامسة والعشرين. حصل على وسام الفارس الصليبي الحديدي لألمانيا النازية.

## الجوائز والأوسمة
- وسام الفارس الصليبي الحديدي في 14 أبريل 1945 كجنرال مايجور وقائد فرقة بانزرجرينادير 25 [1]

### اقتباسات
1. ↑  Fellgiebel 2000, p. 128.

### قائمة المراجع
- Fellgiebel, Walther-Peer (2000) [1986]. Die Träger des Ritterkreuzes des Eisernen Kreuzes 1939–1945 — Die Inhaber der höchsten Auszeichnung des Zweiten Weltkrieges aller Wehrmachtteile [The Bearers of the Knight's Cross of the Iron Cross 1939–1945 — The Owners of the Highest Award of the Second World War of all Wehrmacht Branches] (بالألمانية). Friedberg, Germany: Podzun-Pallas. ISBN:978-3-7909-0284-6.

| مناصب عسكرية    | مناصب عسكرية                | مناصب عسكرية    |
| --------------- | --------------------------- | --------------- |
| سبقه {{{سبقه}}} | {{{العنوان}}} {{{الأعوام}}} | تبعه {{{تبعه}}} |